# De Tijd (theater)
De Tijd is een middelgroot Antwerps theatergezelschap dat in 1987 opgericht werd onder leiding van Lucas Vandervost. In 2015, na het vertrek van voormalig artistiek directeur Vandervorst, ontstond onder leiding van Freek Vielen, Suzanne Grotenhuis en Rebekka de Wit de opvolger van De Tijd: De Nwe Tijd.

## Historiek
In 1987 ontstond tijdens de periode van de Vlaamse Golf onder artistiek leiding van Lucas Vandervost het theaterhuis De Tijd. Opgebouwd uit de fusie tussen de gezelschappen Akt-vertikaal van Ivo Van Hove en Het Gezelschap Van De Witte Kraai van Sam Bogaerts en Lucas Vandervost, met inbreng van vers bloed uit het Koninklijk Conservatorium Antwerpen. De Tijd speelde een rol in de Vlaamse Golf, een vernieuwingsbeweging in het Vlaams theater van de jaren 1980.
In februari 2015 kondigde Vandervost zijn vertrek aan bij het theatergezelschap om zo De Tijd een nieuwe adem te geven. Hieruit ontstond de Nwe Tijd, onder leiding van Freek Vielen, Suzanne Grotenhuis en Rebekka de Wit.

## Artistieke werking
Typerend aan het werk van De Tijd is de combinatie van experimentele tekstdramaturgie en de terugkeer naar oude ambachtelijkheid en techniek. Deze experimentaliteit toont zich niet in de herwerking van historische oeuvres maar in de vormgeving en het gebruik van de taal, refererend naar artistieke procedés uit de twintigste-eeuwse avant-garde zoals montage en multiperspectief. In het verlengde hiervan wordt afstand genomen van het klassieke plot en lineariteit en de nadruk gelegd op de esthetische kwaliteiten van de taal zoals ritme, klank en textuur.
Acteurs die in meerdere producties van De Tijd speelden waren onder meer Antje De Boeck, Els Dottermans, Warre Borgmans, Johan Van Assche, Katelijne Verbeke, Nettie Blanken, Brit Alen, Tom Van Dyck, Chris Thys, Rosa Vandervost, Korneel Hamers, Oscar Van Rompay en Tanya Zabarylo.
Enkele bekende producties zijn:
- 1987: Macbeth in coproductie met deSingel.
- 1994: De ondergang van de Titanic naar het gedicht van Hans Magnus Enzensberger
- 1995: Montagnes Russes van Filip Vanluchene, laureaat van de Prijs van de Vlaamse Gemeenschap voor toneelliteratuur
- 2000: Risquons-tout van Filip Vanluchene
- 2005: Peter Handke en de wolf naar het werk van Peter Handke

## Visuele identiteit
De visuele identiteit van het theatergezelschap werd overwegend bepaald door grafisch vormgever Stefan Loeckx. Hij ontwierp twintig jaar lang de affiches voor de producties van De Tijd, en bepaalde ook de huisstijl.